# Gampsocera hardyi
Gampsocera hardyi är en tvåvingeart som beskrevs av Kanmiya 1990. Gampsocera hardyi ingår i släktet Gampsocera och familjen fritflugor. Inga underarter finns listade i Catalogue of Life.